# Arcésilas III
Pour les articles homonymes, voir Arcésilas.
Arcésilas III, en grec ancien  Ἀρκεσίλαος / Arkesílaos, est le sixième roi de Cyrène (actuelle Libye).

## Biographie
Si durant la totalité de son règne, Battos III ne remit pas en cause les réformes de Démonax de Mantinée, son fils, Arcésilas III, déclara qu'il ne se soumettrait pas à la constitution établie par le Mantinéen. En effet, Arcésilas III souhaitait rétablir l'autorité royale des Battiades telle qu'elle était avant le règne de son père, en récupérant les pouvoirs royaux que Démonax, par sa réforme, avait transmis à des magistrats élus. Rassemblant des partisans parmi le peuple, il provoqua un soulèvement contre les grands propriétaires terriens, principaux bénéficiaires de la constitution établie par le Mantinéen, et tenta d'instaurer un gouvernement tyrannique. Mis en échec, Arcésilas III s'exila sur l'île de Samos, où il fut reçu à la cour de Polycrate,  tandis que sa mère, Phérétimê, trouva refuge à Salamine de Chypre, auprès du tyran Evelthon. Elle ne cessait de lui réclamer une armée pour reprendre Cyrène, mais le tyran de Salamine la lui refusa.
A Samos, Arcésilas III recrutait nombre d'hommes, leur promettant la redistribution des terres des riches propriétaires de Cyrène. Ayant rassemblé une large armée, il consulta l'oracle de Delphes au sujet de son retour. Celle-ci le mit en garde : 

« Loxias vous accorde de régner à Cyrène pendant huit générations, quatre Battos et quatre Arcésilas. Et il vous engage à ne pas dépasser cette limite. Pour toi, agis avec modération quand tu seras rentré dans ta patrie. Si tu rencontres le four rempli d'amphores, prends bien garde de ne pas les brûler : laisse-les aller au gré du vent. Si tu allumes le four, garde-toi bien d'entrer dans la cité qu'encercle l'onde ; sinon, tu mourras, toi et le plus beau des taureaux. »

Arcésilas III parvint à reconquérir Cyrène, avec l'aide des troupes qu'il avait levées à Samos. Maître de la ville, il signifia sa soumission au roi achéménide Cambyse II,, qui venait d'achever la conquête de l’Égypte, en lui offrant un tribut de 500 mines d'argent, par crainte de subir le même sort que les Égyptiens. 
Ignorant les conseils de l'oracle, Arcésilas III souhaita se venger de ceux qui l'avaient contraint à l'exil. Il arrêta un certain nombre d'opposants qui n'avaient pas encore quittés Cyrène, et les envoya à Chypre pour être mis à mort. Cependant, le bateau qui les transportait s'échoua près de Cnide, et les Cnidiens les recueillirent pour les emmener à Théra. Arcésilas III chercha également à restaurer son autorité sur la campagne de Cyrène. En effet, un dernier groupe d'opposants avait trouvé refuge dans un grand domaine appartenant à un certain Aglômachos. Arcésilas III fit amonceler du bois tout autour des lieux, et y mit le feu. Une fois ce crime accompli, il comprit la mise en garde de l'oracle de Delphes, qui lui avait défendu de faire brûler les amphores dans le four. Pensant échapper à la mort prédite par la Pythie, il s'interdisait désormais de rentrer dans la ville de Cyrène, et confia le pouvoir à sa mère, Phérétimê. Arcésilas III se réfugia à Barqa, auprès du roi Alazeir, dont il avait épousé la fille. Cependant, des Barcéens, et quelques uns de ses opposants eux aussi réfugiés à Barqa, le reconnurent et l'assassinèrent, lui et son beau-père, en plein agora.

### Sources antiques
- Hérodote, Histoires [détail des éditions] [lire en ligne], III, 13 ; IV, 162-165.